# Hajar Tarbiat
Hajar Tarbiat (persiska: هاجر تربیت), född 1906 i Istanbul, Turkiet, död 1974 i Teheran, Iran, var en iransk politiker och feminist. Hon var en av de första kvinnorna som blev invalda i Irans parlament (majles) och den första kvinnan i landets senat.

## Karriär
Hajar Tarbiat föddes 1906 i Istanbul, där hennes far Hossein Gholi-Tarbiat arbetade på Persiens ambassad. Efter avslutad gymnasieutbildning började hon också arbeta på ambassaden. I Istanbul träffade hon Mohammad-Ali Tarbiat, som hon gifte sig med. Paret flyttade till Persien, där Tarbiat blev rektor för en skola i Tabriz. Hon arbetade sedan som rektor för Teherans lärarhögskola.
Hajar Tarbiat var ordförande i Kanun-e Banuvan, som hon etablerade 1935. Centret verkade som stöd för den statliga reformen Kashf-e hejāb, avskaffandet av slöjan, under Reza Pahlavi. 1942 grundade hon partiet Hezb-e Zanān-e Irān (Irans kvinnoparti) tillsammans med Safie Namazi och Fateme Sayyah. Hon höll tal i parlamentet, i sociala föreningar och i skolor om kvinnornas situation i landet. Hon medverkade till att Röda lejonet och solen fick en särskild kvinnoavdelning som arbetade för att hjälpa utsatta kvinnor. 1949 blev hon chef för Avdelningen för sociala frågor vid Inrikesministeriet.
Hon blev 1963 en av de första sex kvinnliga medlemmarna i Irans parlament, där hon satt 1963–1970. Hon var senator 1971–1974, och var då den första kvinnliga senator som blivit vald.